# Вохрение
Вохрение, охрение (от охра) — в иконописи постепенный переход от основного темного тона лично́го письма (санкиря) к более светлым. Достигается последовательным наложением слоев охры с добавлением белил (иногда только белил).
Различаются четыре разных техники вохрения:
- «Плавью» — поддерживая высветляемый участок мокрым и сохраняя равномерность перехода от тени к свету, иконописец постепенно «плавит» (вводит) ударами всё более светлый тон и сокращает площадь высветления; эта техника считается самой сложной, но при качественном исполнении даёт наилучшие результаты[1].
- «Отборкой» — постепенность переходов высветления осуществляется при помощи штриховой (сетчатой) тушёвки тонкой кистью. Приём считается более лёгким и доступным, чем плавь[1].
- «Наливом», или «в приплеск», — техника, аналогичная цветовой обработке доличной части иконы[1]: средней кистью на высветляемый участок наносится жидкая краска, которую иконописец затем выравнивает по поверхности сочной кистью, повторяя направление света. После этого к краям ещё мокрой поверхности иконописец щедро приплёскивает разведённый в воде желток и также разравнивает его кистью так, чтобы интенсивность краски снижалась от центра света к теневой части фигуры[2]. Вохрение повторяется в три этапа, после высыхания предыдущего слоя краски и каждый раз на меньшей площади. Как и «плавь», вохрение «наливом» трудоёмко, но даёт более качественный результат[1].
- Комбинированный — наливом и затем отборкой с целью устранения неровностей, выявляемых после просушки приплеска[1].

Иногда перед вохрением, вне зависимости от техники, совершается предварительная наметка («насечка») тонкими штрихами белил в местах наибольшей концентрации света, которые включают морщины, надбровья, подбородок. Последние штрихи вохрения, также вне зависимости от основного приёма, наносятся очень тонкой кистью чистыми или смешанными с вохрой белилами и известны как «оживка».